# Mean Mr. Mustard
Mean Mr. Mustard (Lennon/McCartney) är en låt av The Beatles inspelad och utgiven 1969.

## Låten och inspelningen
Mean Mr. Mustard och föregående Sun King var rester av två låtar som John Lennon satte ihop till gruppens sista LP och som man jobbade med under tre sessioner (24, 25, 29 juli 1969). Den sistnämnda låten var en skämtlåt som Lennon svängt ihop under den tristess han stundtals upplevde i Indien våren 1968. Låtarna kom med på LP:n Abbey Road som utgavs i England och USA 26 september respektive 1 oktober 1969.